# Добля
Добля (рум. Doblea) — село у повіті Арджеш в Румунії. Входить до складу комуни Албештій-де-Арджеш.
Село розташоване на відстані 139 км на північний захід від Бухареста, 41 км на північ від Пітешть, 121 км на північний схід від Крайови, 85 км на південний захід від Брашова.

## Населення
За даними перепису населення 2002 року у селі проживали 244 особи, усі — румуни. Усі жителі села рідною мовою назвали румунську.